# Matthew Collier
Matthew Collier, en amerikansk amatörastronom.
Minor Planet Center listar honom som M Collier och som upptäckare av 2 asteroider.
Tillmanans med Walter R. Cooney, Jr. upptäckte asteroiden 11739 Baton Rouge. Han upptäckte även asteroiden 1998 YO1 tillsammans med Geoffrey Burks.